# يوم الجمهورية الإيطالية
يَوم الجمهورية الإيطالية (بالإيطالية: Festa della Repubblica Italiana)، يُصادف الثاني من يونيو، حيثُ يُحتفل بِهِ في إيطاليا كل عام، لاعتباره يوماً تاريخياً يُخلد ذكرى الاستفتاء الدُستوري الإيطالي عام 1946، وَالذي دُعيَ فيه الطليان إِلى صناديق الاقتراع لاتخاذ قرار بشأن شكل الحكومة بعد الحرب العالمية الثانية وَسُقوط الفاشية الإيطالية.

## التاريخ

### نتائج الاستفتاء

نتائج الاستفتاء

في 2 و3 يونيو 1946، تم إجراء استفتاء دستوري دُعِى فيه الإيطاليون إلى صناديق الاقتراع لتحديد الشكل الؤسسي الدولة - الملكية أو الجمهورية - الذي سيتم إقراره. تم الإعلان عن الاستفتاء في نهاية الحرب العالمية الثانية بعد سنوات قليلة من سقوط النظام الفاشي في إيطاليا الذي دعمته العائلة المالكة الإيطالية (آل سافوي) لأكثر من 20 عامًا. اختار أنصار الجمهورية رمز «إيطاليا توريتا»، التجسيد الوطني لإيطاليا، لاستخدامه في الحملة الانتخابية وعلى بطاقة الاستفتاء على عكس شعار سافوي الذي يمثل الملكية.

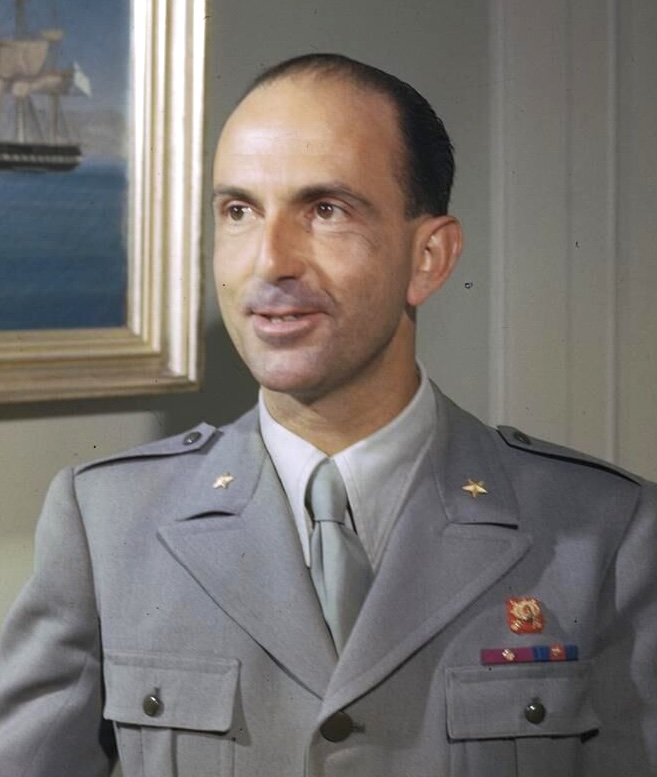
أمبرتو الثاني، آخر ملوك إيطاليا

كان هذا الاستفتاء الدستوري أول تصويت بالاقتراع العام في إيطاليا. تم الإعلان عن نتيجة الاستفتاء ب12717923 صوتًا للجمهورية و 10719284 صوتًا للملكية (بنسبة 54.3٪ و45.7٪ على التوالي)، في 10 يونيو 1946 أعلنت محكمة النقض قيام الجمهورية الإيطالية بعد 85 عامًا من الحكم الملكي وتمت المصادقة عليها نهائيًا في 18 يونيو.
قرر ملك إيطاليا أومبرتو الثاني مغادرة البلاد في 13 يونيو لتجنب الاشتباكات بين الملكيين والجمهوريين، والتي ظهرت بالفعل في أحداث دامية في مختلف المدن الإيطالية خوفًا من أن تمتد في جميع أنحاء البلاد وذهب إلى المنفى في البرتغال. اعتبارًا من 1 يناير 1948 مع دخول دستور الجمهورية الإيطالية حيز التنفيذ، مُنع الذكور المنحدرين من نسل أومبرتو الثاني من دخول إيطاليا وتم إلغاء الحكم في عام 2002. تم إعلان 11 يونيو 1946، اليوم الأول لإيطاليا الجمهورية عطلة عامة.
في 2 يونيو يتم الاحتفال بميلاد الأمة الحديثة بطريقة مماثلة ليوم 14 يوليو (ذكرى اقتحام الباستيل) والرابع من يوليو في الولايات المتحدة (ذكرى إعلان الاستقلال عن بريطانيا العظمى). يتم الاحتفال بوحدة إيطاليا وقيام الدولة الإيطالية في 17 مارس نسبةً إلى يوم 17 مارس 1861 تاريخ إعلان مملكة إيطاليا. قبل ولادة الجمهورية كان يوم الاحتفال الوطني لمملكة إيطاليا هو عيد ستاتوتو ألبرتينو الذي أقيم في يوم الأحد الأول من شهر يونيو.

## احتفال جوجل

احتِفال جوجل بيوم الجُمهورية الإيطالية

في 2 يونيو 2016 احتَفل مُحرك البَحث جوجل بيوم الجُمهورية الإيطالية

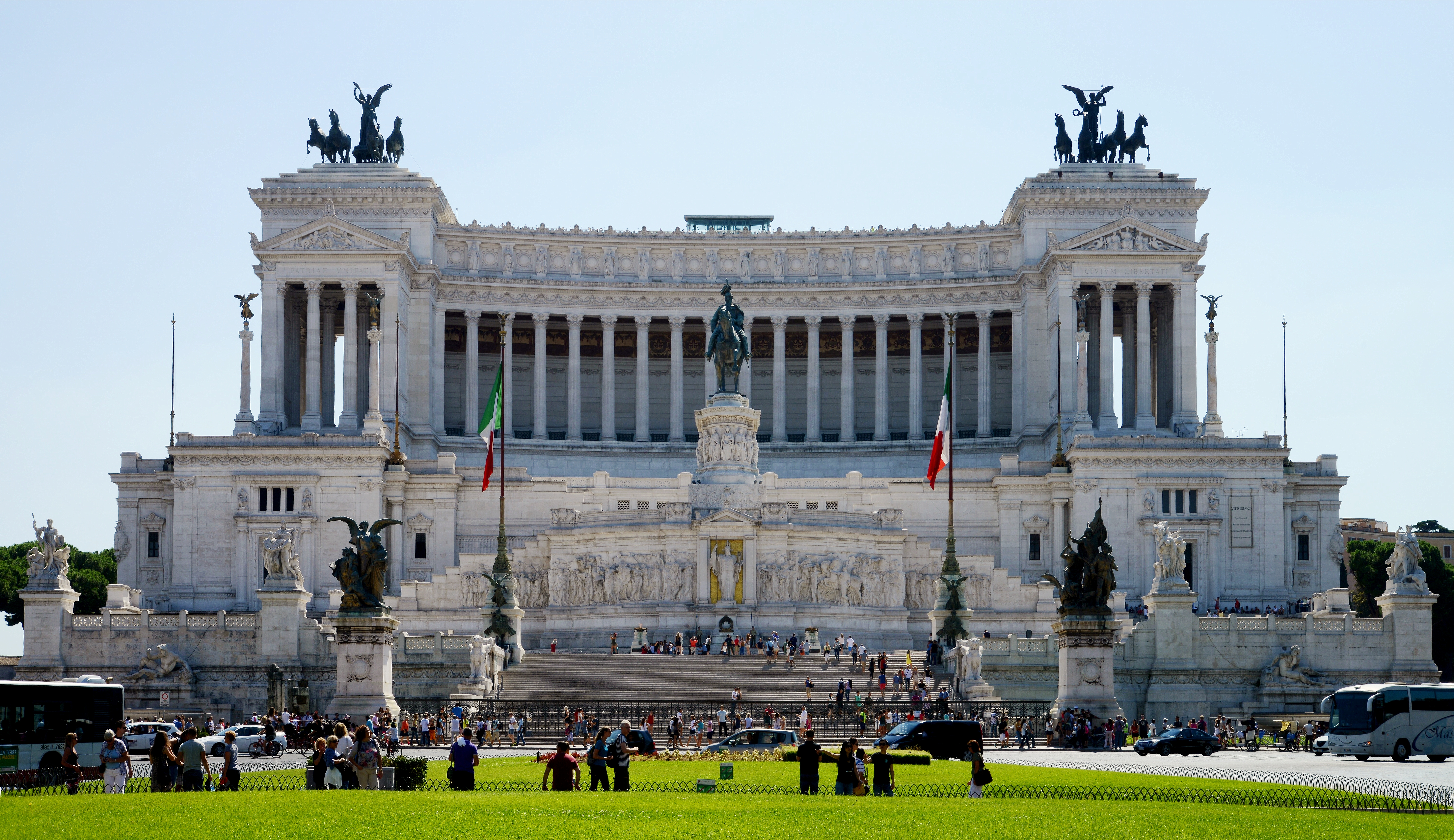
مَكان بِدأ الاحتفالات